# Michael Jopling
Thomas Michael Jopling, baron Jopling (ur. 10 grudnia 1930), brytyjski polityk, członek Partii Konserwatywnej, minister w drugim rządzie Margaret Thatcher.
Wykształcenie odebrał w Cheltenham College oraz w King's College w Durham. Zajmował się rolnictwem i był członkiem rady Narodowego Związku Rolników. Zasiadał również w radzie dystryktu wiejskiego Thirsk. W Izbie Gmin zasiadał od 1964 r. jako reprezentant okręgu Westmorland (od 1983 r. reprezentował Westmorland and Lonsdale).
W latach 1979–1983 był parlamentarnym sekretarzem skarbu. Po wyborach 1983 r. został członkiem gabinetu jako minister rolnictwa, rybołówstwa i żywności. Był nim do 1987 r. W Izbie Gmin zasiadał do 1997 r. Następnie został kreowany parem dożywotnim jako baron Jopling i zasiadł w Izbie Lordów. Jest członkiem międzypartyjnej amerykańskiej grupy parlamentarnej.
Od 1958 r. jest mężem Gail Dickson, córki Ernesta Dicksona. Ma z nią syna, Nicholasa (ur. 1961).